# Magec
Magec era il dio del sole e la luce per gli antichi abitanti di Tenerife (Isole Canarie), i Guanci. Questa è una delle divinità principali.
Secondo una leggenda mitologica Guanci, Magec è stato rapito da Guayota (il diavolo) e racchiuso all'interno del Teide a Tenerife, fino a quando il dio supremo Achamán lo liberò, blocco in luogo Guayota nel Teide.